# Habarcq
Habarcq [abaʁ] est une commune française située dans le département du Pas-de-Calais, en région Hauts-de-France. Ses habitants sont appelés les Habarcquois.
La commune fait partie de la communauté de communes des Campagnes de l'Artois qui regroupe 96 communes et compte 33 141 habitants en 2021.

## Géographie

### Localisation
Localisée dans le sud-est du département du Pas-de-Calais, Habarcq est une commune située, à vol d'oiseau, à 6 km au nord-est de la commune d'Avesnes-le-Comte et à 11 km à l'ouest de la commune d’Arras (chef-lieu d'arrondissement et préfecture du Pas-de-Calais).
Le territoire de la commune est limitrophe de ceux de huit communes.
Les communes limitrophes sont Capelle-Fermont, Noyellette, Lattre-Saint-Quentin, Montenescourt, Wanquetin, Agnez-lès-Duisans, Haute-Avesnes et Hermaville.

### Géologie et relief
La superficie de la commune est de 7,03 km2 ; son altitude varie de 77  à   136 mètres.

### Hydrographie
Le territoire de la commune, situé dans le bassin Artois-Picardie, est traversé par l'Ugy, cours d'eau naturel non navigable de 5,82 km, qui prend sa source dans la commune de Noyelle-Vion et se jette dans le Gy au niveau de la commune de Montenescourt.

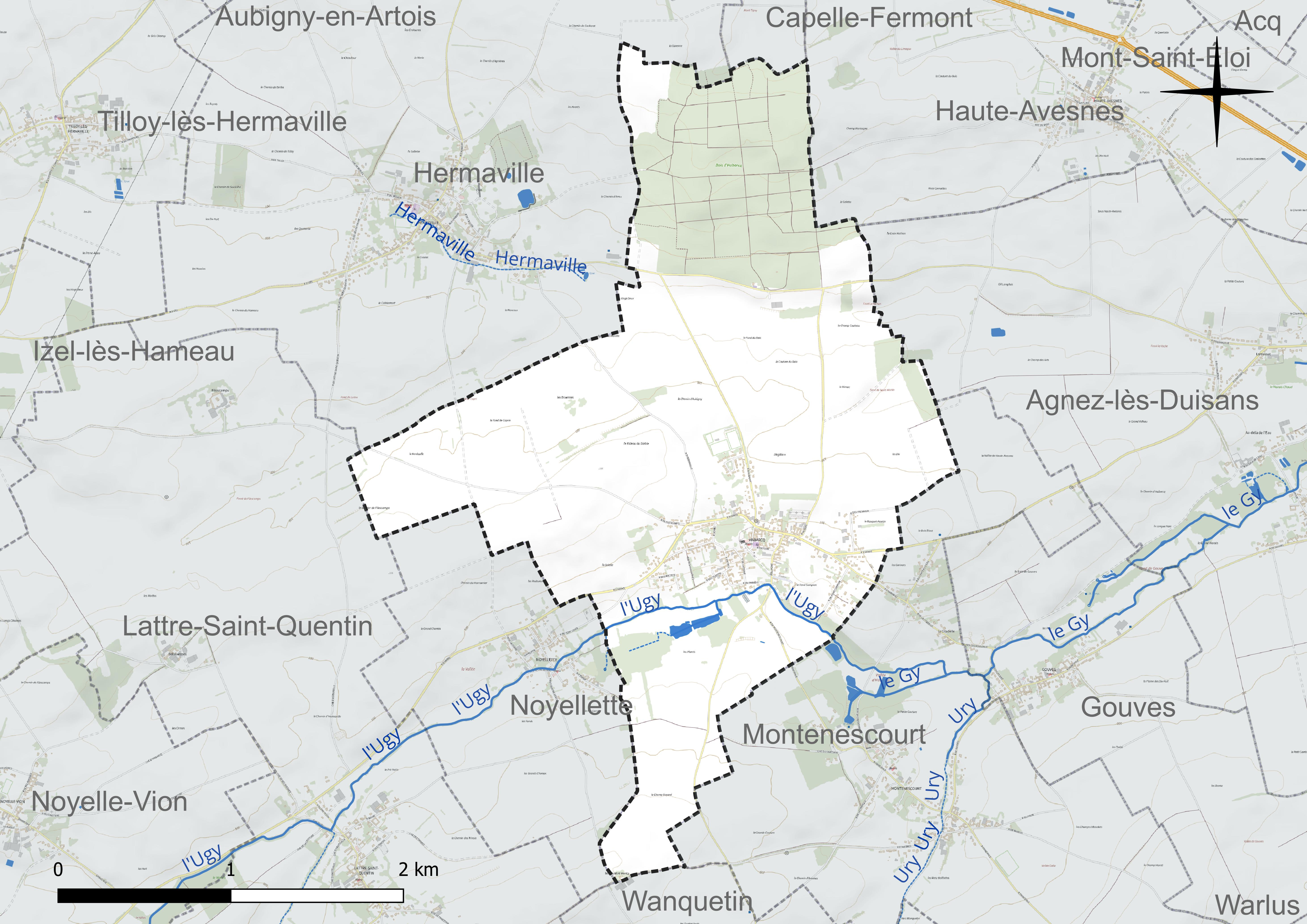
Réseau hydrographique d'Habarcq.

### Climat
Pour des articles plus généraux, voir Climat des Hauts-de-France et Climat du Pas-de-Calais.
En 2010, le climat de la commune est de type climat océanique dégradé des plaines du Centre et du Nord, selon une étude du CNRS s'appuyant sur une série de données couvrant la période 1971-2000. En 2020, Météo-France publie une typologie des climats de la France métropolitaine dans laquelle la commune est exposée à un climat océanique et est dans la région climatique Nord-est du bassin Parisien, caractérisée par un ensoleillement médiocre, une pluviométrie moyenne régulièrement répartie au cours de l’année et un hiver froid (3 °C).
Pour la période 1971-2000, la température annuelle moyenne est de 10,1 °C, avec une amplitude thermique annuelle de 14,1 °C. Le cumul annuel moyen de précipitations est de 786 mm, avec 12,3 jours de précipitations en janvier et 9,2 jours en juillet. Pour la période 1991-2020, la température moyenne annuelle observée sur la station météorologique la plus proche, située sur la commune de Saulty à 12 km à vol d'oiseau, est de 10,4 °C et le cumul annuel moyen de précipitations est de 899,7 mm,. Pour l'avenir, les paramètres climatiques de la commune estimés pour 2050 selon différents scénarios d'émission de gaz à effet de serre sont consultables sur un site dédié publié par Météo-France en novembre 2022.

### Paysages
Pour un article plus général, voir Paysage en France.
La commune est située dans le paysage régional des grands plateaux artésiens et cambrésiens tel que défini dans l’atlas des paysages de la région Nord-Pas-de-Calais, conçu par la direction régionale de l'Environnement, de l'Aménagement et du Logement (DREAL),. Ce paysage régional, qui concerne 238 communes, est dominé par les « grandes cultures » de céréales et de betteraves industrielles qui représentent 70 % de la surface agricole utilisée (SAU).

### Milieux naturels et biodiversité

#### Zone naturelle d'intérêt écologique, faunistique et floristique
L’inventaire des zones naturelles d'intérêt écologique, faunistique et floristique (ZNIEFF) a pour objectif de réaliser une couverture des zones les plus intéressantes sur le plan écologique, essentiellement dans la perspective d’améliorer la connaissance du patrimoine naturel national et de fournir aux différents décideurs un outil d’aide à la prise en compte de l’environnement dans l’aménagement du territoire.
Le territoire communal comprend une ZNIEFF de type 1 : le bois d'Habarcq et ses lisières. Le bois d’Habarcq constitue l’un des rares boisements de ce territoire. Cette ZNIEFF présente un intérêt géologique par la succession de couches géologiques, passant par la craie du Sénonien, les sables Landéniens et les limons de plateau.

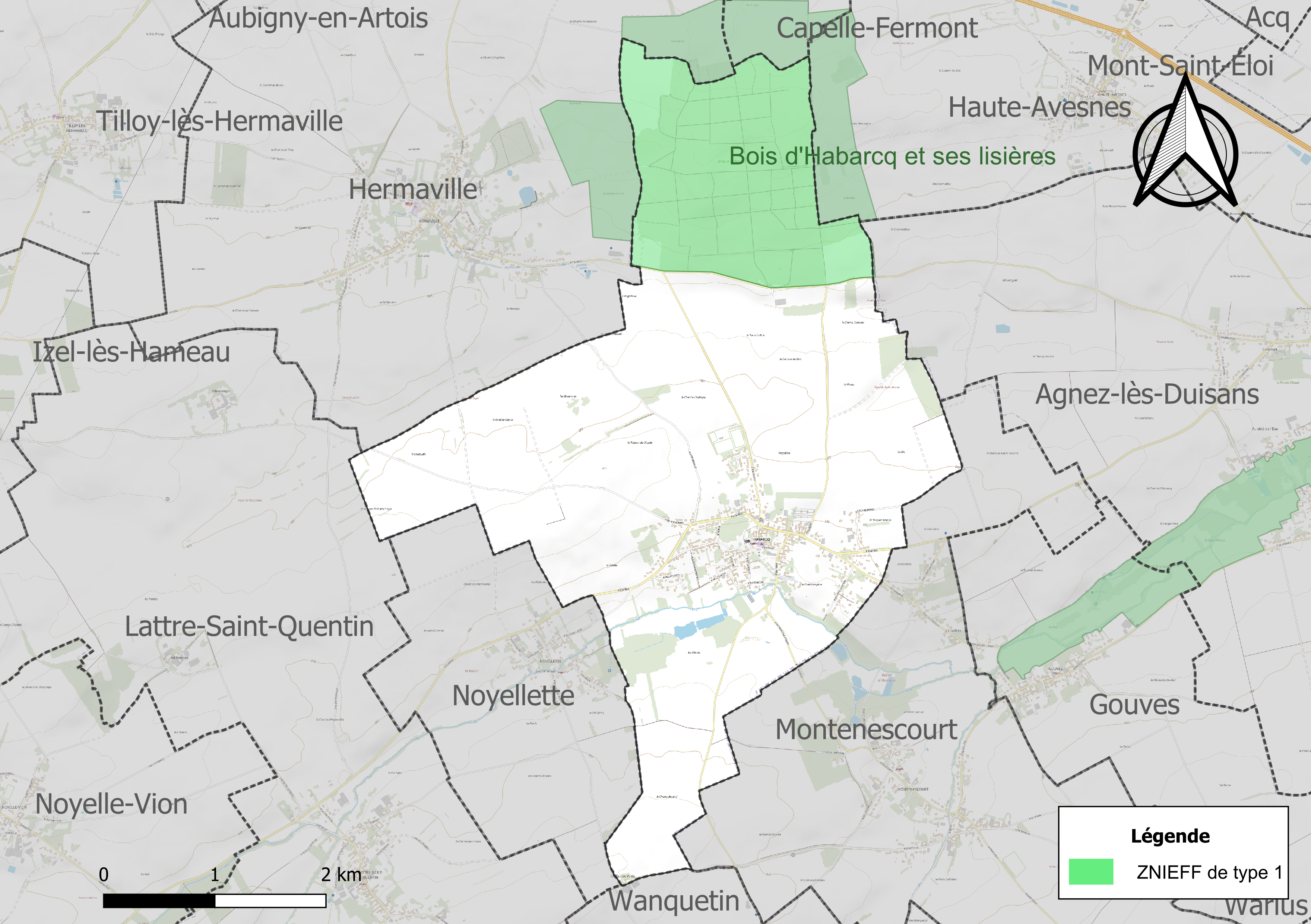
Carte de la ZNIEFF sur la commune.

#### Espèces faunistiques et floristiques
Le site de l’Inventaire national du patrimoine naturel (INPN) recense plusieurs espèces faunistiques et floristiques sur le territoire de la commune dont certaines sont protégées et d’autres menacées et quasi-menacées.

## Urbanisme

### Typologie
Au 1er janvier 2024, Habarcq est catégorisée commune rurale à habitat dispersé, selon la nouvelle grille communale de densité à sept niveaux définie par l'Insee en 2022.
Elle est située hors unité urbaine. Par ailleurs la commune fait partie de l'aire d'attraction d'Arras, dont elle est une commune de la couronne,. Cette aire, qui regroupe 163 communes, est catégorisée dans les aires de 50 000 à moins de 200 000 habitants,.

### Occupation des sols
L'occupation des sols de la commune, telle qu'elle ressort de la base de données européenne d’occupation biophysique des sols Corine Land Cover (CLC), est marquée par l'importance des territoires agricoles (75,4 % en 2018), une proportion sensiblement équivalente à celle de 1990 (75,8 %). La répartition détaillée en 2018 est la suivante : 
terres arables (71,2 %), forêts (16,4 %), zones urbanisées (8,2 %), prairies (4,1 %), zones agricoles hétérogènes (0,1 %). L'évolution de l’occupation des sols de la commune et de ses infrastructures peut être observée sur les différentes représentations cartographiques du territoire : la carte de Cassini (XVIIIe siècle), la carte d'état-major (1820-1866) et les cartes ou photos aériennes de l'IGN pour la période actuelle (1950 à aujourd'hui).

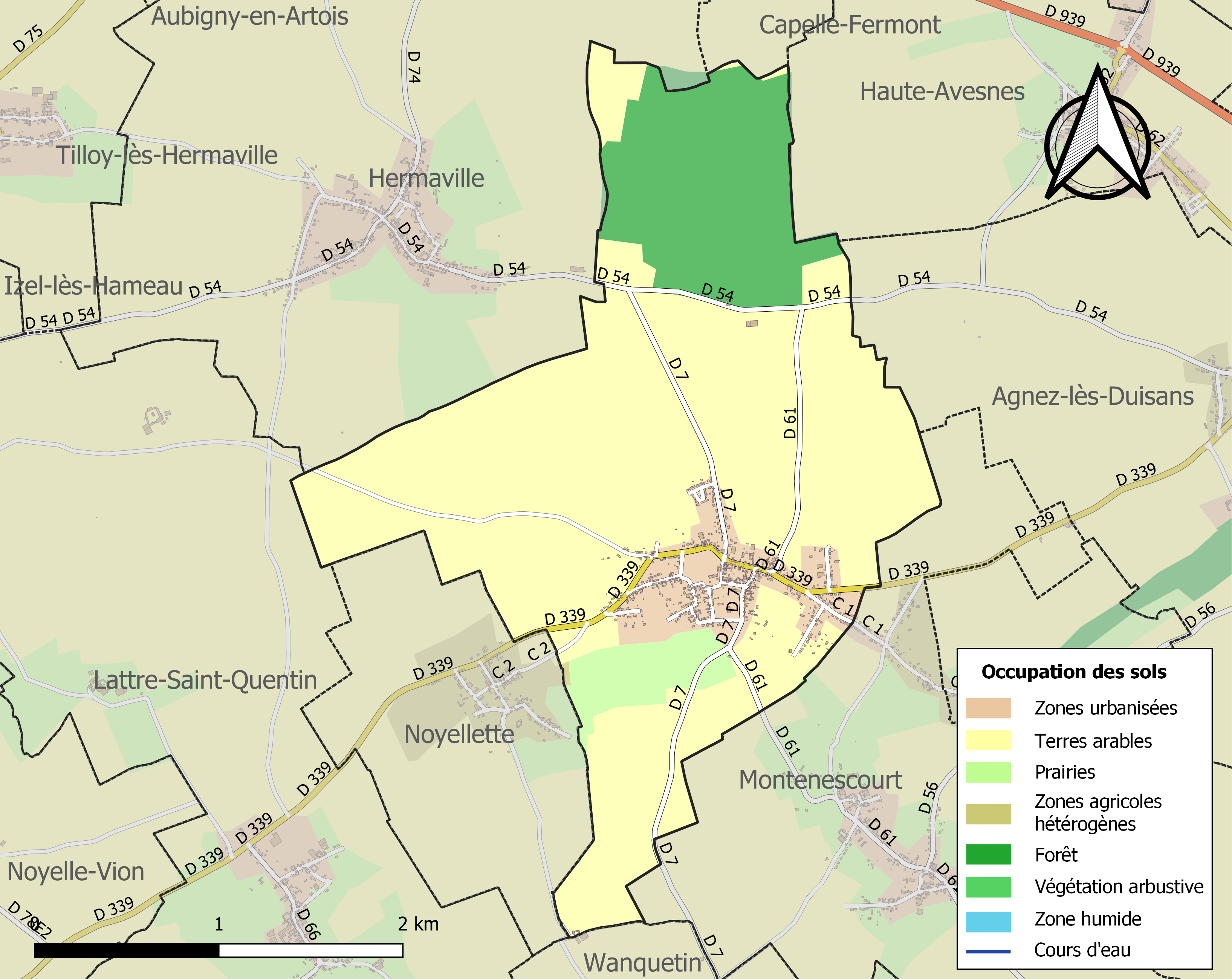
Carte des infrastructures et de l'occupation des sols de la commune en 2018 (CLC).

### Voies de communication et transports

#### Voies de communication
La commune est desservie par la route départementale D 339.

#### Transports
La commune se trouve à 15 km à l'ouest de la gare d'Arras, située sur la ligne de Paris-Nord à Lille, desservie par des TGV inOui et des trains régionaux du réseau TER Hauts-de-France.

## Toponymie
Le nom de la localité est attesté sous les formes Habarcum en 1072 ; Harbac au XIIe siècle ; Hasbarc en 1217 ; Hasbarch et Hasbaq en 1226 ; Habarc en 1243 ; Harbar en 1253 ; Habarch en 1272 ; Habarcq en 1443 ; Habart en 1475 ; Habaarq en 1515 ; Abracq en 1640 ; Habarcq en 1793 ; Habarq et Habarcq depuis 1801.

## Histoire
Lors de la Première Guerre mondiale, Ernest Galliot, fantassin du 136e régiment d'infanterie, a fui lors d’une attaque. Il est « fusillé pour l'exemple » à Habarcq le 7 juillet 1915 à 6 heures du matin devant ses camarades. Mathurin Méheut, peintre et membre du même régiment, immortalise ce moment avec une aquarelle intitulée L'Exécution capitale. Dans la nuit de jeudi 13 à vendredi 14 janvier 2022, l'Assemblée nationale vote une proposition de loi demandant la réhabilitation de plus de 600 soldats « fusillés pour l'exemple » parmi lesquels figure Ernest Galliot.

## Politique et administration

### Découpage territorial
La commune se trouve dans l'arrondissement d'Arras du département du Pas-de-Calais, depuis 1801.

#### Commune et intercommunalités
La commune est membre de la communauté de communes des Campagnes de l'Artois.

#### Circonscriptions administratives
La commune est rattachée au canton d'Avesnes-le-Comte. Avant le redécoupage cantonal de 2014, elle était, depuis 1801, rattachée au canton de Beaumetz-lès-Loges.

#### Circonscriptions électorales
Pour l'élection des députés, la commune fait partie de la première circonscription du Pas-de-Calais.

### Élections municipales et communautaires

#### Liste des maires
| Période                                  | Période                    | Identité         | Étiquette | Qualité                                    |
| ---------------------------------------- | -------------------------- | ---------------- | --------- | ------------------------------------------ |
| Les données manquantes sont à compléter. |                            |                  |           |                                            |
| avant 1981                               | ?                          | Gaston Rouget    |           |                                            |
| mars 1989                                | 2014                       | Jean-Paul Accart | SE        |                                            |
| avril 2014                               | En cours (au 15 mars 2022) | Nicolas Capron   |           | Ingénieur, Réélu pour le mandat 2020-2026, |

## Équipements et services publics

### Enseignement
La commune est située dans l'académie de Lille et dépend, pour les vacances scolaires, de la zone B.
Elle administre une école élémentaire en regroupement pédagogique intercommunal (RPI 26).

### Justice, sécurité, secours et défense
La commune dépend du tribunal judiciaire d'Arras, du conseil de prud'hommes d'Arras, de la cour d'appel de Douai, du tribunal de commerce d'Arras, du tribunal administratif de Lille, de la cour administrative d'appel de Douai, du pôle nationalité du tribunal judiciaire d’Arras et du tribunal pour enfants d'Arras.

### Espaces publics
La commune fait partie des villages labellisés Village Patrimoine, qui œuvrent à mettre en avant leurs patrimoines matériels et/ou immatériels (historique, culturel, naturel, architectural, etc.).

## Population et société

### Démographie
Les habitants de la commune sont appelés les Habarcquois.

#### Évolution démographique
L'évolution du nombre d'habitants est connue à travers les recensements de la population effectués dans la commune depuis 1793. Pour les communes de moins de 10 000 habitants, une enquête de recensement portant sur toute la population est réalisée tous les cinq ans, les populations de référence des années intermédiaires étant quant à elles estimées par interpolation ou extrapolation. Pour la commune, le premier recensement exhaustif entrant dans le cadre du nouveau dispositif a été réalisé en 2004.

En 2022, la commune comptait 656 habitants, en évolution de −4,09 % par rapport à 2016 (Pas-de-Calais : −0,72 %, France hors Mayotte : +2,11 %).
| 1793 | 1800 | 1806 | 1821 | 1831 | 1836 | 1841 | 1846 | 1851 |
| ---- | ---- | ---- | ---- | ---- | ---- | ---- | ---- | ---- |
| 392  | 291  | 339  | 318  | 339  | 361  | 355  | 377  | 401  |

| 1856 | 1861 | 1866 | 1872 | 1876 | 1881 | 1886 | 1891 | 1896 |
| ---- | ---- | ---- | ---- | ---- | ---- | ---- | ---- | ---- |
| 405  | 409  | 411  | 401  | 404  | 391  | 377  | 359  | 340  |

| 1901 | 1906 | 1911 | 1921 | 1926 | 1931 | 1936 | 1946 | 1954 |
| ---- | ---- | ---- | ---- | ---- | ---- | ---- | ---- | ---- |
| 355  | 356  | 354  | 376  | 377  | 356  | 362  | 366  | 383  |

| 1962 | 1968 | 1975 | 1982 | 1990 | 1999 | 2004 | 2006 | 2009 |
| ---- | ---- | ---- | ---- | ---- | ---- | ---- | ---- | ---- |
| 397  | 376  | 374  | 391  | 581  | 609  | 654  | 667  | 671  |

| 2014 | 2019 | 2022 | - | - | - | - | - | - |
| ---- | ---- | ---- | - | - | - | - | - | - |
| 679  | 659  | 656  | - | - | - | - | - | - |

#### Pyramide des âges
En 2018, le taux de personnes d'un âge inférieur à 30 ans s'élève à 34,3 %, soit en dessous de la moyenne départementale (36,7 %). De même, le taux de personnes d'âge supérieur à 60 ans est de 24,3 % la même année, alors qu'il est de 24,9 % au niveau départemental.
En 2018, la commune comptait 333 hommes pour 334 femmes, soit un taux de 50,07 % de femmes, légèrement inférieur au taux départemental (51,50 %).
Les pyramides des âges de la commune et du département s'établissent comme suit.
| Hommes | Classe d’âge | Femmes |
| ------ | ------------ | ------ |
| 0,3    | 90 ou +      | 0,6    |
| 3,3    | 75-89 ans    | 6,7    |
| 19,8   | 60-74 ans    | 17,9   |
| 23,1   | 45-59 ans    | 21,8   |
| 19,1   | 30-44 ans    | 18,8   |
| 17,0   | 15-29 ans    | 16,4   |
| 17,3   | 0-14 ans     | 17,9   |

| Hommes | Classe d’âge | Femmes |
| ------ | ------------ | ------ |
| 0,5    | 90 ou +      | 1,6    |
| 5,6    | 75-89 ans    | 8,9    |
| 16,7   | 60-74 ans    | 18,1   |
| 20,2   | 45-59 ans    | 19,2   |
| 18,9   | 30-44 ans    | 18,1   |
| 18,2   | 15-29 ans    | 16,2   |
| 19,9   | 0-14 ans     | 17,9   |

## Culture locale et patrimoine

### Lieux et monuments

#### Monuments historiques
La commune possède deux sites qui font l’objet d’une inscription au titre des monuments historiques :
- Le château attenant à l'église, inscrit partiellement (façades et toitures) depuis le 5 avril 1948[40].
- L'église Saint-Martin, inscrite depuis le 4 février 1926[41]. Cette église fortifiée possède une flèche à crochets, comme certaines églises de communes voisines (Béthonsart, Savy-Berlette, Écoivres, Mont-Saint-Éloi, Hermaville, Mingoval, Servins, Camblain-l'Abbé)et elle héberge huit éléments patrimoniaux, répertoriés dans la base Palissy, classés ou inscrits au titre d'objet des monuments historiques, dont quatre sont classés[42].

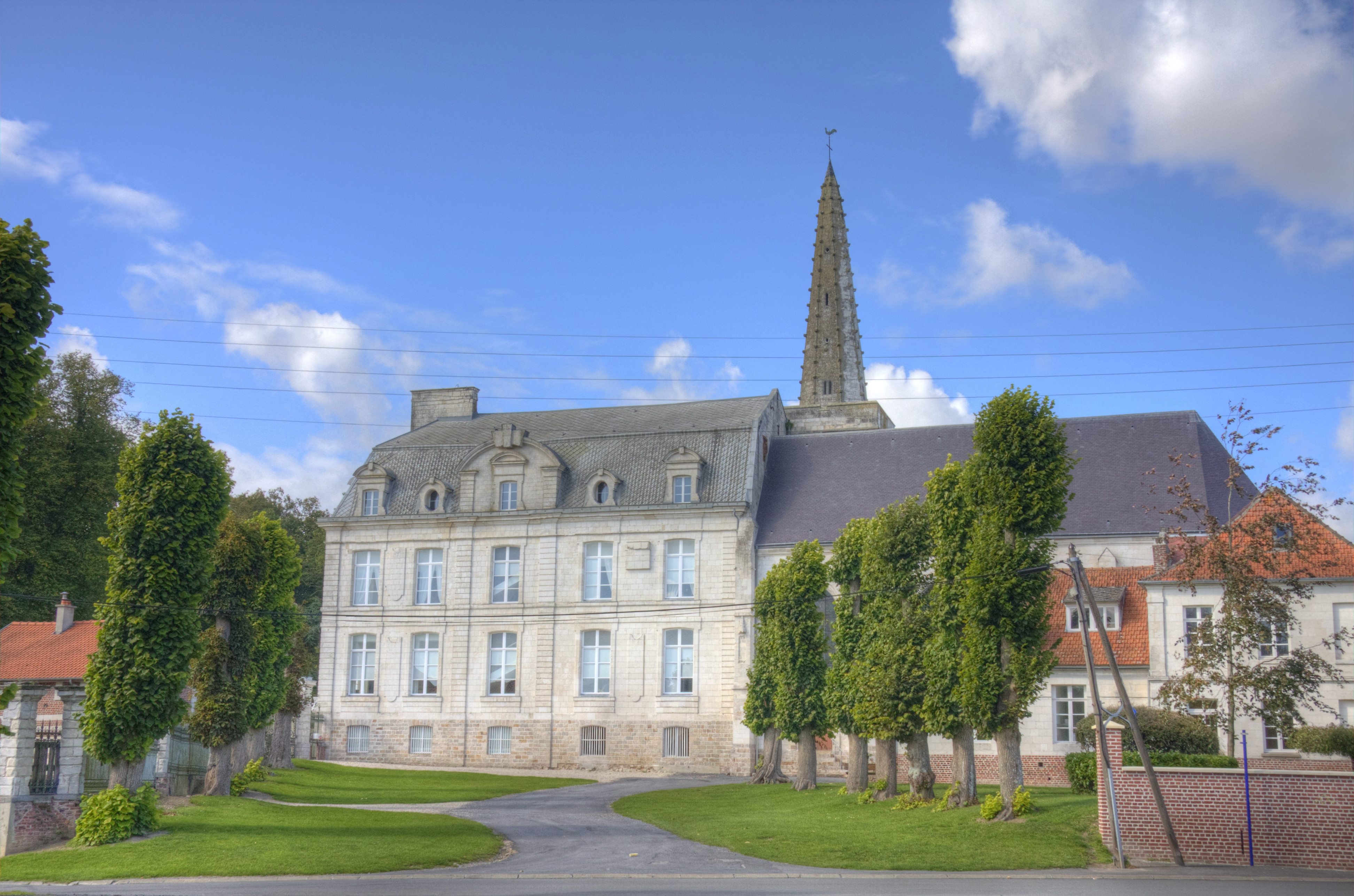
Le château.
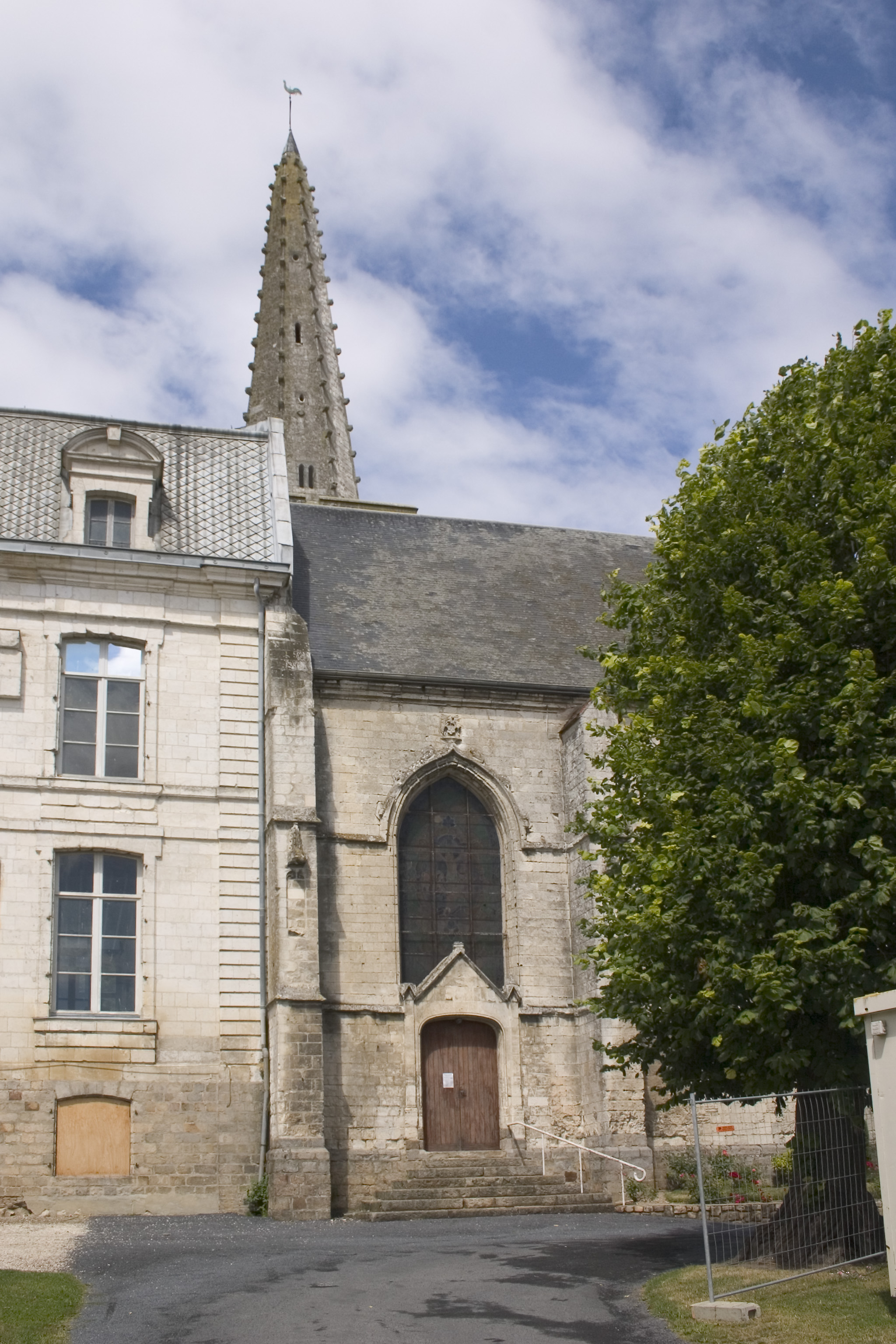
L'église.
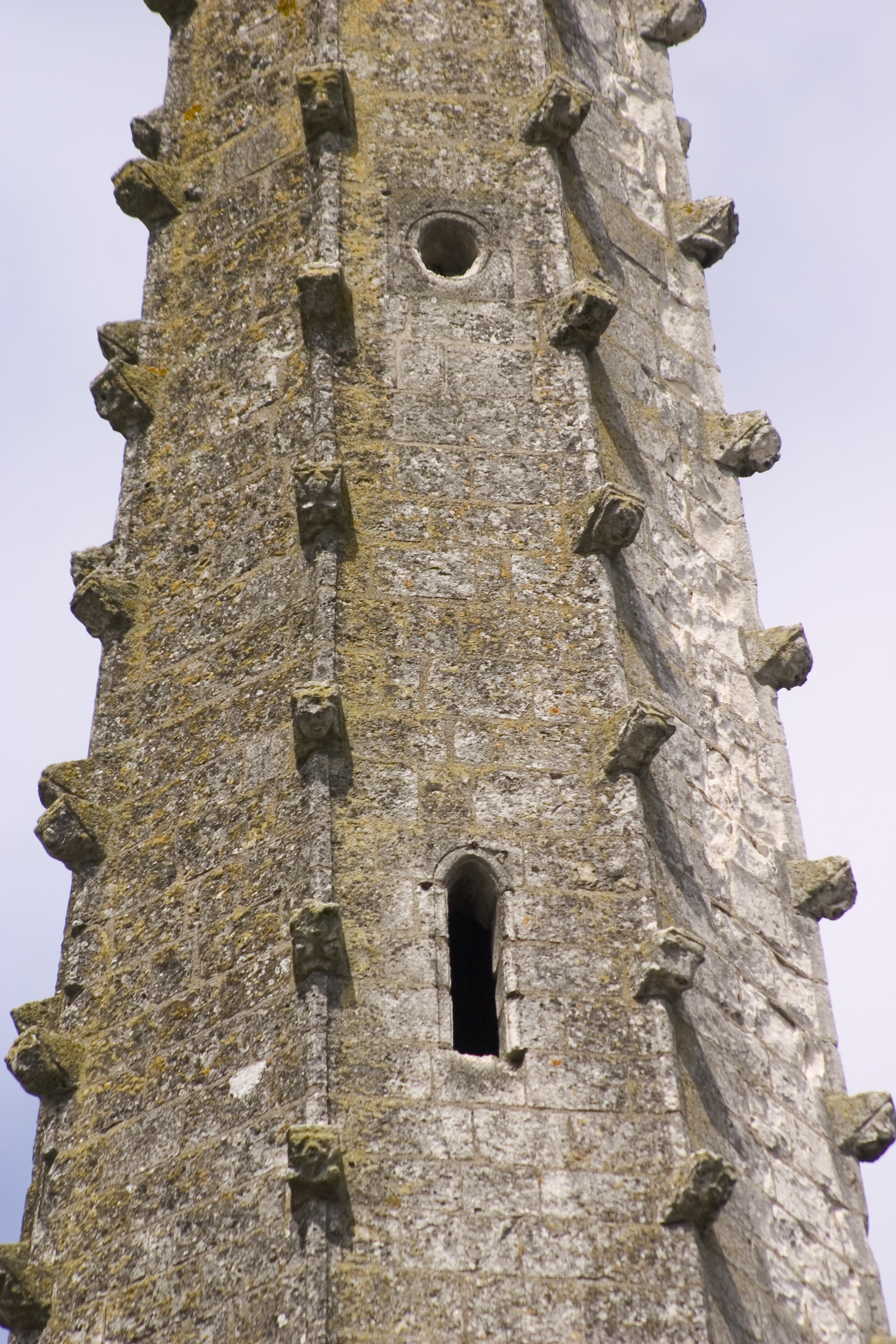
Détail de la flèche à crochets.

#### Autres lieux et monuments
- Le monument aux morts[43].

### Personnalités liées à la commune
- Domitien Joseph Asselin de Williencourt (1771-1835)[44], général de brigade à titre provisoire (1814), maréchal de camp (1831), officier de la Légion d'honneur (1832), chevalier de Saint-Louis (1814), chevalier de l'Empire (22 octobre 1810).

### Héraldique, logotype et devise
| Blason de Habarcq | Blason  | Fascé d'or et d'azur de huit pièces.             |
| Blason de Habarcq | Détails | Le statut officiel du blason reste à déterminer. |

## Pour approfondir